# Senil
Senil används inom medicin för angivande av åldersrelaterade försämringar av (kropps)funktioner, speciellt kopplade till hjärnfunktioner.  Inom vardagsspråk har senil kommit att alltmer vara liktydigt med dement. Åldersdemens har även kallats senil demens eller probskall.
Ordet kommer av latinets senex (gammal, åldrad). Ändelsen -il anger att det är i relation till gammal eller åldrad.